# Pairie
Pour les articles homonymes, voir pair.
En Europe, certains pays reconnaissent ou reconnaissaient certains droits à des nobles. Lorsqu'ils sont regroupés à l'intérieur d'un corps législatif, ils forment une pairie.

## En France
La pairie de France est un groupe de grands vassaux de la couronne né au Moyen Âge, qui élisaient les rois (Hugues Capet par exemple) avant que la couronne ne devienne complètement héréditaire, et qui se transforma en une classe nobiliaire dotée de privilèges spécifiques sous l'Ancien Régime, dont le plus insigne était le droit de siéger au Parlement.
D'autres pairies sur ce modèle ont existé au niveau des provinces, telles que la pairie de Hainaut ou la pairie du Cambrésis.
À la Restauration fut instituée une chambre des pairs (Chambre haute) sur le modèle anglais, qui partageait le pouvoir législatif. Après la révolution de Juillet, en 1830, à partir de l'année suivante l'hérédité de la pairie est abolie. La chambre des pairs, dernière manifestation de la pairie française, prit fin en 1848.

## Au Royaume-Uni
Il existe différentes pairies au Royaume-Uni : la pairie d'Angleterre, la pairie d'Écosse, la pairie d'Irlande, la pairie de Grande-Bretagne et la pairie du Royaume-Uni.
Les pairs du Royaume-Uni (Angleterre, Écosse, pays de Galles et Irlande du Nord) appartiennent à la Chambre des lords, la chambre haute du Parlement. Dans l'histoire, à l'exception des lords spirituels, les membres des Lords l'étaient exclusivement par droit de naissance, et tout pair héréditaire a été autorisé à siéger à la chambre. Toutefois, en 1999, des réformes ont été adoptées pour limiter le nombre de pairs héréditaires, la plupart des pairs héréditaires perdant automatiquement le droit de s'asseoir dans la chambre. Ces règles ont été révisées à nouveau en 2011. Aujourd'hui, les pairs héréditaires continuent d'être les plus nombreux dans la chambre, mais les places sont soumises à élection, afin d'assurer l'impartialité politique de la chambre. Il est également possible aux personnes de naissance commune d'être nommées à la Chambre des lords par le monarque. La nomination à la Chambre des lords est accordée avec les conseils du Premier ministre, et la commission des nominations (en). Les nominations peuvent inclure des hommes politiques, qui ont déjà été membres importants de la Chambre des communes. Ils peuvent aussi être des gens remarquables, qui ont fait une contribution significative à la vie publique. Par exemple, les dirigeants communautaires, les bénévoles, les artistes influents, des chefs d'entreprise, des personnes significatives du Commonwealth of Nations, etc. Les membres d'honneur de la Chambre des lords, nommés par le souverain, ont les mêmes privilèges parlementaires que leurs prédécesseurs héréditaires. Les deux pairs héréditaires qui restent d'avant les réformes de 1999 sont le Comte-maréchal, et le lord grand chambellan. Ces deux sièges restent, car ils sont des officiers de la Couronne, avec un rôle important au Parlement.

## Au royaume des Deux-Siciles
Ce royaume, aujourd'hui disparu, disposait en 1848 de 67 pairies : 49 était établie sur 49 fiefs princiers et 18 sur des fiefs ducaux :
- Prince d'Aci-Sant'Antonio (famille Reggio)
- Prince d'Aragona (famille Burgio)
- Prince de Belmonte (famille Monroy)
- Prince de Biscari (famille Paterno-Castello)
- Prince de Butera (famille Lanza-Branciforte)
- Prince de Calvaruso (famille Trigona)
- Prince de Campofiorito (famille Lanza-Branciforte)
- Prince de Campofranco (famille Lucchesi-Palli)
- Prince de Camporeale (famille Beccadili di Bologna)
- Prince de Carini (famille La Grua)
- Prince de Cassaro (famille Statella)
- Prince de Castelbuono (famille Ventimiglia)
- Prince de Castelforte (famille Gravina)
- Prince de Castelnuovo (famille Valguarnera)
- Prince de Castelvetrano (famille Pignatelli-Aragona-Cortèz)
- Prince de Castiglione (famille Rospigliosi-Gioeni)
- Prince de Cérami (famille Rosso)
- Prince de Comitini (famille Gravina)
- Prince de Ficarazzi (famille Giardina)
- Prince de Furnari (famille Notarbartolo)
- Prince de Galati (famille De Spucches)
- Prince de Leonforte (famille Lanza-Branciforte)
- Prince de Maletto (famille Monroy)
- Prince de Malvagna (famille Migliaccio)
- Prince de Mezzoiuoso (famille Corvino)
- Prince de Militello (famille Lanza-Filangieri)
- Prince de Mola (famille Mannano)
- Prince de Monforte (famille Moncada)
- Prince de Montevago (famille Gravina)
- Prince de Paceco (famille Sanseverino)
- Prince de Palagonia (famille Turrisi-Grifeo)
- Prince de Palazzolo (famille Ruffo di Calabria)
- Prince de Pantelleria (famille Grifeo)
- Prince de Partanna (famille Turrisi-Grifeo)
- Prince de Paterno (famille Moncada)
- Prince de Raffadali (famille Tortorici)
- Prince de Rammacca (famille Gravina)
- Prince de Resuttano (famille di Napoli)
- Prince de Roccafiorita (famille Bonanno)
- Prince de Rosolini (famille Platamone)
- Prince de Sant'Antonio (famille Vannucci)
- Prince de San-Teodoro (famille de Grégorio)
- Prince de Scaletta (famille Ruffo)
- Prince de la Sciara (famille Notarbartolo)
- Prince de Scordia (famille Lanza-Branciforte)
- Prince de Spadafora (famille Spadafora)
- Prince de Trabia (famille Lanza-Branciforte)
- Prince de Valguarnera (famille Alliata)
- Prince de Villafranca (famille Alliata)
- Duc d'Acquaviva-Platani (famille Oliveri)
- Duc de Bivona (famille Alvarez de Toledo)
- Duc de Bronte (famille Nelson)
- Duc de Carcaci (famille Paterno-Castello)
- Duc de Castelluzzo (famille Agraz)
- Duc de Castrofilippo (famille Contarini)
- Duc de Cesaro (famille Colonna)
- Duc de Gualtieri (famille Averna)
- Duc de Misterbianco (famille Trigona)
- Duc de Montagnareale (famille Vianisi)
- Duc de Palma (famille Tommasi)
- Duc de Piraino (famille Denti)
- Duc de Reitano (famille Colonna)
- Duc de Serradifalco (famille Lo Faso)
- Duc de Sorrentino (famille Landolina)
- Duc de Sperlinga (famille Oneto)
- Duc de Vatticani (famille Termine)
- Duc de Villarosa (famille Notarbartolo)

## Aux Tonga
Aux Tonga, en Océanie, la pairie fut établie au XIXe siècle par le roi George Tupou Ier, qui conféra des titres de noblesse à sept grands chefs traditionnels, et accorda à chacun de ces nobles un siège au Parlement. Il s'inspira pour ce faire du modèle britannique. Aujourd'hui, il existe trente-trois titres de noblesse héréditaire, dont les tenants élisent neuf représentants au Parlement.

## Dans des principautés territoriales
Dans nombre de principautés territoriales, surtout du nord (comté de Flandre, Hainaut, Saint-Pol…), un groupe de « pairs » se constitua au XIIIe siècle. Ce titre de pair fut accordé aux aristocrates issus des familles les plus anciennes, celles qui constituaient au XIe siècle toute la noblesse. L'accession à la noblesse des milites (combattants à cheval) au cours des XIIe et XIIIe siècles emmena pour les antiques familles nobles un besoin de distinction dans la titulature qui se manifesta par l'adoption du titre de pair. Dans d'autres principautés (vicomté de Limoges, comté de la Marche…), ce fut le titre de baron qui répondit à ce besoin.